# Physocyclus bicornis
Physocyclus bicornis là một loài nhện trong họ Pholcidae. Loài này được phát hiện ở México.